# Săsciori (Alba)
Săsciori (deutsch Schweis, ungarisch Szászcsór) ist eine rumänische Gemeinde im Kreis Alba in der Region Siebenbürgen.
Der Ort Săsciori ist auch unter den deutschen Bezeichnungen Sassenberg, Sessenberg (oder Schewis) und der ungarischen Nagyfalu (oder Scáscsciór) bekannt. Der Name verweist auf Sachsen, d. h. auf deutsche Besiedlung des Ortes.

## Geographische Lage

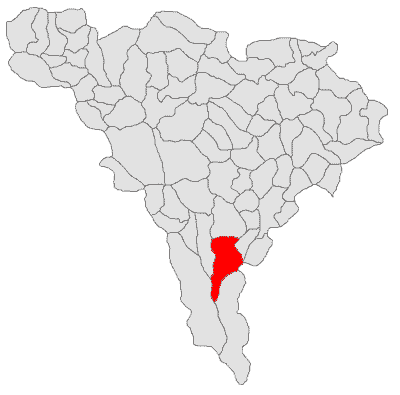
Lage der Gemeinde Săsciori im Kreis Alba

Die Gemeinde Săsciori liegt im Unterwald, im Südwesten des Siebenbürgischen Beckens, nördlich des Șureanu-Gebirges (Mühlbacher Gebirge) am Sebeș (Mühlbach) – einem linken Zufluss des Mureș (Mieresch) – im südlichen Teil des Kreises Alba. In einer kleinen Talerweiterung des Drum național 67C – die sog. Transalpina –, befindet sich der Ort Săsciori 8 Kilometer südlich von Sebeș (Mühlbach); die Kreishauptstadt Alba Iulia (Karlsburg) liegt etwa 24 Kilometer nördlich entfernt.

## Geschichte
Auf dem Gebiet der heutigen Gemeinde, im eingemeindeten Dorf Răchita (Brunnendorf) – die Areale werden von den Einheimischen Vârful Gorunișului, Vârful Apărății genannt – und in den Höhlen Gaura Jidovului sowie Gaura Bătrânului wurden Funde gemacht, welche auf eine Besiedlung aus der Jungsteinzeit und der frühen Bronzezeit deuten. Auf dem Gebiet des eingemeindeten Dorfes Sebeșel (Klein-Mühlbach) – Areal La Pârloage – wurden römische Goldmünzen und ein Kopf der Statue einer Göttin gefunden.
Der Ort Săsciori wurde erstmals 1345 urkundlich erwähnt.
Die Hauptbeschäftigung der Bevölkerung sind die Viehzucht, die Holzverarbeitung und die Töpferei.

## Bevölkerung
Die Bevölkerung der Gemeinde entwickelte sich wie folgt:
| 1850 | 4.993 | 4.839 | -  | 4  | 150 |
| 1910 | 6.531 | 6.479 | 12 | 26 | 14  |
| 1966 | 5.730 | 5.603 | 9  | 4  | 114 |
| 2002 | 5.954 | 5.937 | 9  | 1  | 7   |
| 2011 | 5.757 | 5.511 | 7  | 1  | 207 |
| 2021 | 5.820 | 4.912 | 5  | 2  | 901 |

Die höchste Einwohnerzahl (6559) der heutigen Gemeinde und die der Rumänen (6551) wurde 1920 ermittelt. Die höchste Bevölkerungszahl der Deutschen wurde 1910, der Ungarn (17) 1992 und die der Roma (701) 1977 registriert. Darüber hinaus bezeichneten sich 1890 zwei Einwohner als Slowaken, 1880 und 1992 je einer als Serbe und 1910 zwei, 1890, 1977 und 2002 je einer als Ukrainer.

## Sehenswürdigkeiten
- Die Ruine einer mittelaltrigen Bauernburg mit ovalem Bering und zwei Wehrtürmen (südlich von Săsciori), steht unter Denkmalschutz.[9]
- Im eingemeindeten Dorf Căpâlna (Kapellendorf) – von den Einheimischen La Cetate genannt –, sind Reste einer dakischen Burg vorhanden (45° 49′ N, 23° 36′ O, „La Cetate“). Von hier führt ein Weg zur 1743 Meter hoch gelegenen Șurean-Hütte.[3]